# گورکا پرودنگتسکا
گورکا پرودنگتسکا (به لاتین: Górka Prudnicka) یک روستا در لهستان است که در گمینا بیاوا (استان اوپوله) واقع شده‌است.